# Frimaio

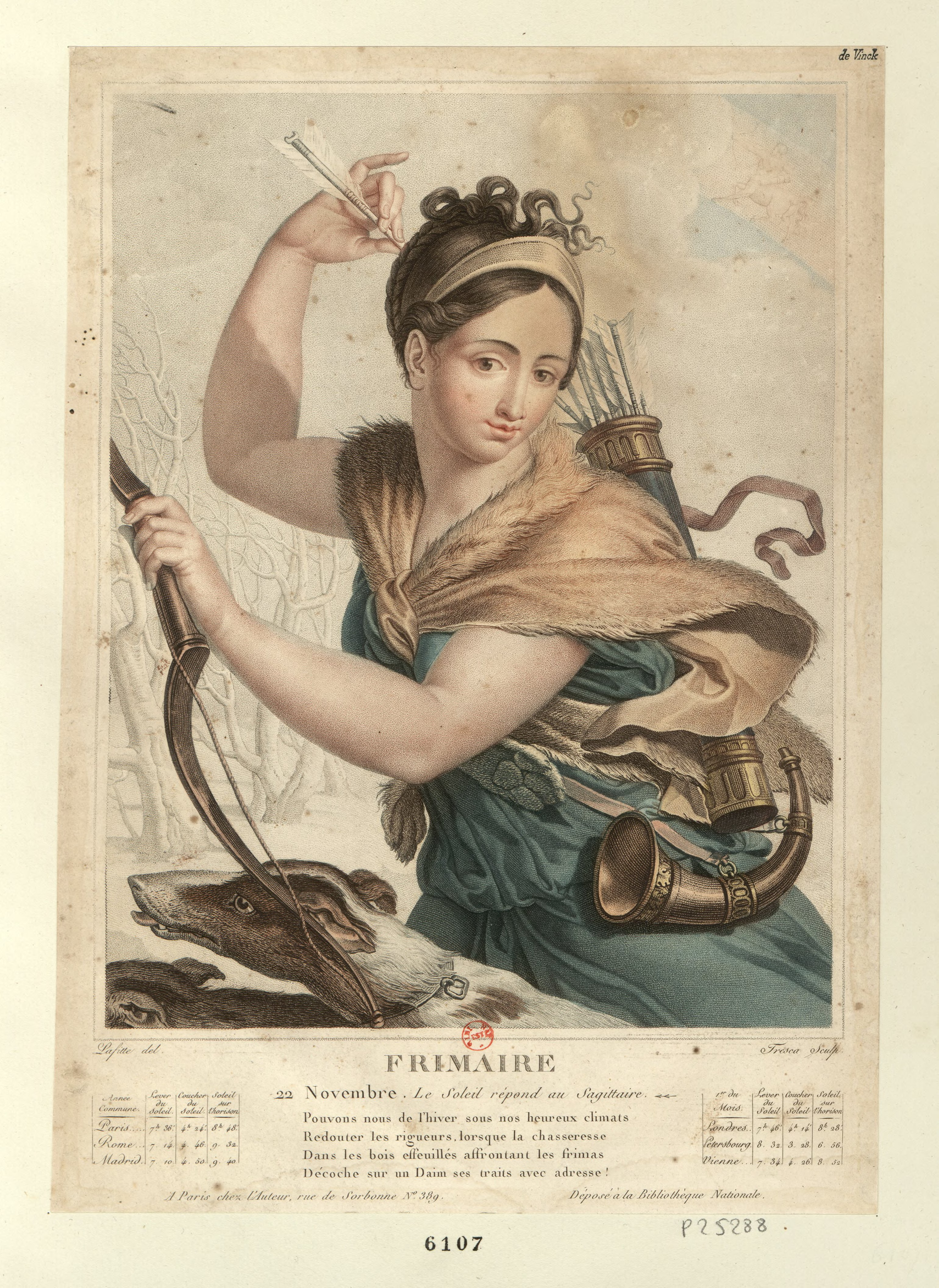
Louis Lafitte: Allegoria di Frimaio

Il mese di frimaio (o frimale; in francese: frimaire) era il 
terzo mese del calendario rivoluzionario francese e corrispondeva (a seconda dell'anno) al periodo compreso tra il 21/23 novembre e il 20/22 dicembre nel calendario gregoriano. Era il terzo dei mois d'automne (mesi d'autunno); seguiva brumaio e precedeva nevoso.
Il mese di frimaio deve la sua etimologia a:
(Fabre d'Églantine)
 secondo i termini del rapporto presentato alla Convenzione nazionale il 3 brumaio anno I (24 ottobre 1793) da Fabre d'Églantine, in nome della "commissione incaricata della stesura del calendario".

## Tabella dei nomi dei giorni
Come tutti i mesi del calendario repubblicano francese, il mese di frimaio era composto da 30 giorni e suddiviso in tre decadi. Ogni giorno aveva un nome proprio, tratto dal nome di una pianta, tranne il quinto (quintidì) e decimo (decadì) giorno di ogni decade, che avevano rispettivamente il nome di un animale e quello di un oggetto per l'agricoltura.
Nel mese di frimaio compaiono poi ulteriori eccezioni: l'ottavo giorno (Miele) e l'undicesimo giorno (Cera) si discostano dalla regola proposta da Fabre d'Églantine, che originariamente aveva proposto i nomi "Peccio" e "Tuia".
Frimaio
|          | 1ª decade | 1ª decade                  | 2ª decade | 2ª decade            | 3ª decade | 3ª decade                        |
| Primidì  | 1.        | Raiponce (Raponzolo)       | 11.       | Cire (Cera)          | 21.       | Érable sucré (Acero da zucchero) |
| Duodì    | 2.        | Turneps (Rapa da foraggio) | 12.       | Raifort (Rafano)     | 22.       | Bruyère (Erica)                  |
| Tridì    | 3.        | Chicorée (Cicoria)         | 13.       | Cèdre (Cedro)        | 23.       | Roseau (Canna)                   |
| Quartidì | 4.        | Nèfle (Nespolo)            | 14.       | Sapin (Abete)        | 24.       | Oseille (Acetosa)                |
| Quintidì | 5.        | Cochon (Maiale)            | 15.       | Chevreuil (Capriolo) | 25.       | Grillon (Grillo)                 |
| Sextidì  | 6.        | Mâche (Soncino)            | 16.       | Ajonc (Ginestrone)   | 26.       | Pignon (Pino)                    |
| Septidì  | 7.        | Chou-fleur (Cavolfiore)    | 17.       | Cyprès (Cipresso)    | 27.       | Liège (Sughero)                  |
| Octidì   | 8.        | Miel (Miele)               | 18.       | Lierre (Edera)       | 28.       | Truffe (Tartufo)                 |
| Nonidì   | 9.        | Genièvre (Ginepro)         | 19.       | Sabine (Sabina)      | 29.       | Olive (Oliva)                    |
| Decadì   | 10.       | Pioche (Piccone)           | 20.       | Hoyau (Zappa)        | 30.       | Pelle (Pala)                     |

## Tabella di conversione
| I. | II. | III. | V. | VI. | VII. |

| novembre | 1792 | 1793 | 1794 | 1796 | 1797 | 1798 | dicembre |

| I. | II. | III. | V. | VI. | VII. |

| novembre | 1792 | 1793 | 1794 | 1796 | 1797 | 1798 | dicembre |

| IV. | VIII. | IX. | X. | XI. | XIII. | XIV. |

| novembre | 1795 | 1799 | 1800 | 1801 | 1802 | 1804 | 1805 | dicembre |

| IV. | VIII. | IX. | X. | XI. | XIII. | XIV. |

| novembre | 1795 | 1799 | 1800 | 1801 | 1802 | 1804 | 1805 | dicembre |

| XII. |

| novembre | 1803 | dicembre |

| XII. |

| novembre | 1803 | dicembre |